# Halles de Sainte-Maure-de-Touraine
Les halles de Sainte-Maure-de-Touraine sont un bâtiment situé sur la commune de Sainte-Maure-de-Touraine, en Indre-et-Loire. Le bâtiment aurait été probablement construit vers le milieu du XVe siècle, sous la conduite d'Aymar III de la Rochefoucauld. Détruite, les halles sont réédifiées sous l'impulsion d'Anne de Rohan-Guéméné dans la seconde moitié du XVIIe siècle.
Les deux portes permettant l'accès au bâtiment sont inscrites sur l'inventaire supplémentaire des monuments historiques en 1936. L'ensemble des halles fait à son tour l'objet d'une inscription en 1942. 

## Localisation

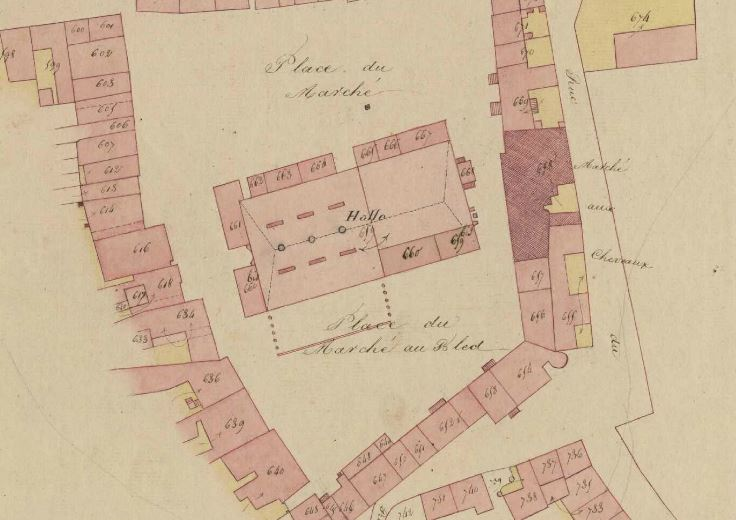
Les halles entourées de la place du marché sur le plan cadastral napoléonien de 1827.

Le bâtiment est situé dans le centre-bourg de Sainte-Maure-de-Touraine, commune faisant partie de l'arrondissement de Chinon, dans le département d'Indre-et-Loire, en région Centre-Val de Loire. Faisant face à la mairie, l'édifice est implanté sur la place du Maréchal Leclerc, un espace public encadré de constructions urbaines,,.
Les halles trouvent leur emplacement au nord du centre historique de Sainte-Maure-de-Touraine, un promontoire arasé sur lequel ont été érigés l'église Sainte-Maure-Sainte-Britte et le château fortifié.
L'édifice, et la place qui l'entoure, sont disposés le long d'une ancienne voie commerciale reliant Chatellerault, au nord, à Loches, au sud.

## Histoire
Le premier bâtiment abritant un marché couvert à Sainte-Maure-de-Touraine aurait été érigé en 1448, sous l'impulsion d'Aymar III de la Rochefoucauld. Toutefois, pour l'archéologue Jean-Jacques Bourassé, il est possible que la date de construction des halles soit antérieure au XVe siècle.

### Époque moderne

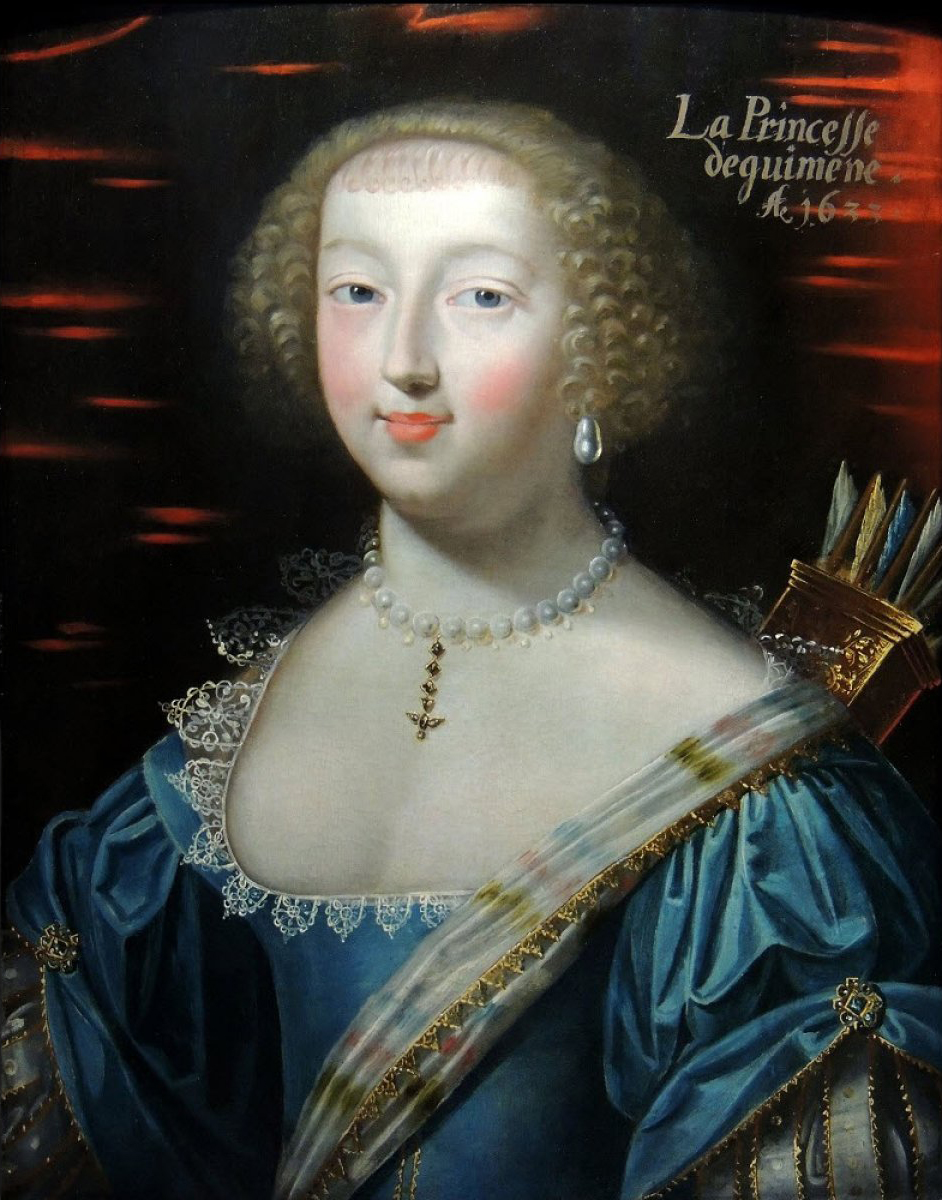
Anne de Rohan initie les travaux de reconstruction des halles dans la seconde moitié du XVIIe siècle.

Les halles font l'objet d'une destruction. Au début du XVIIe siècle, en 1617, Anne de Rohan, devient Dame de Sainte-Maure-de-Touraine, par fiancailles avec son cousin Louis VIII de Rohan,. Elle ne partage les biens rattachés à la seigneurie de Sainte-Maure qu'au bout de 17 ans. À la mort de Louis XVIII, le 18 février 1667, Anne de Rohan-Guéméné devient l'unique propriétaire de la seigneurie de Sainte-Maure. En 1672, elle fait rebâtir l'édifice. L'architecte Charles Estevou conduit alors la campagne de travaux,.
Un manuscrit daté aux environs de 1696 donne des indications sur les halles et leurs activités à la fin du XVIIe siècle. Le bâtiment au sein duquel se déroulait les foires et les marchés, était alors entouré d'une place. L'une des extrémités du bâtiment était adjointe d'un grenier à sel et d'une prison associée à deux pièces pour loger les geôliers. Il y avait trois jours de marchés par semaine, dont le plus important, le vendredi, jour durant lequel se vendait toutes sortes de marchandises. Les deux autres jours ouvrables, le lundi et le mercredi, étaient uniquement consacré à la vente de « bled » (céréales). Neuf foires se déroulaient au cours de l'année : la première à la mi-carème ; la seconde peu après la pentecôte ; la troisième peu avant la saint Jean Baptiste ; la quatrième, le lundi précédant la saint Madeleine ; le cinquième durant la Sainte-Croix ; la sixième à la saint Michel ; la septième peu après la saint Luc ; la 8e à la saint André ; et enfin la 9e le jour de la saint Thomas. Le droit d'étallage s'effectuait contre un versement de 3 deniers lors des jours de foire et en contrepartie de 3 mailles durant les jours de marché. Les marchandises — denrées alimentaires, pièces de tissu et animaux d'élevage — étaient soumises à des droits de péage et de pesage, variables selon la nature du bien — allant d'un denier pour une charge de céréales jusqu'à quatre deniers pour une charge de textile.
En 1719, le descendant d'Anne de Rohan, Charles III de Rohan et sa femme cèdent une partie des terres qui entourent les halles : celles situées du côté ouest et celles situées du côté sud. De nouveaux corps de bâtiments, attenants aux halles, y sont construits. Les structures bâties du côté sud abritent alors le prétoire, la geôle ainsi que les logis des gardiens de prison. D'autres travaux sont également entrepris sur le bâtiment des halles, notamment sur les nefs et sur le grenier à sel. Durant cette période, 30 tonnes de sel par an étaient alors stockés dans le grenier des halles. En outre, l'entrepôt desservait un total de 24 paroisses. Les travaux opérés sur cette structure permirent d'abriter des réserves de paille et de bois ainsi que de parquer des chevaux.
Au cours des événements de la révolution française, malgré le statut du bâtiment soit seigneurial, les halles sont vendues au titre de bien national. L'hôpital général de Tours s'en porte acquéreur et contracte un affermage avec la commune. Un grenier communal dédié à l'entreposage des céréales est ensuite aménagé dans l'édifice. En 1796, la couverture fermant ce nouveau grenier est détruite par un ouragan — cet événement est relaté au cours d'une séance du conseil municipal daté du 15 pluviôse de l'an IV (l'équivalent du 4 février 1796 sur le calendrier grégorien.

### Époque contemporaine
En 1814, l'hospice de Tours cède le bâtiment à la municipalité de Sainte-Maure pour un montant qui s'élève à 7 000 francs.
En 1866, la mairie de Sainte-Maure est rebâtie. Les halles, toutes proches, sont alors remaniées afin d'aménager un nouvel espace de circulation entre les deux édifices. Le mur-pignon situé du côté nord est réorienté. Durant cette campagne de travaux, la façade nord se voit également percée de trois baies. 
Au cours de la guerre franco-allemande, les halles font l'objet d'une réaffectation : le bâtiment est assigné à abriter soldats et chevaux en transit, y compris les troupes prussiennes en février et mars 1871.
Au début du XXe siècle, septembre 1912, une réception, faite en l'honneur des grandes manœuvres, est donnée dans l'enceinte des halles par le Président de la République Armand Fallières.
Par arrêté du 22 septembre 1936, les portes situées au sud et à l'ouest font l'objet d'une inscription sur l'inventaire supplémentaire des monuments historiques. Six ans plus tard, en date du 29 septembre 1942, l'ensemble du bâtiment bénéficie d'une inscription. Entre temps, au mois de juin 1940, les halles sont assignées à servir de locaux pour réparation automobile par les soldats allemands.
Le bâtiment accueillent actuellement le marché du vendredi matin et servent également de salle des fêtes.

## Architecture et description
Les halles, après la reconstruction des années 1670, se déploient sur une longueur de près de 50 m, pour une largeur de 25 m.
Le bâtiment consiste en 3 nefs chacune couronnée d'une toiture soutenue par une charpente. Les halles sont aménagées de deux accès, l'un situé sur le côté ouest et l'autre sur le côté sud. Ces deux portes, ornées de décors et d'armoiries, sont chacune coiffées d'un fronton à arc en plein-cintre et prenant appui sur 2 pilastres aveugles. En outre, une inscription en latin, mentionnant Anne de Rohan et les travaux de décorations réalisés lors de la construction de l'édifice, est gravée sur le cartouche de la porte occidentale. Le marché couvert disposait d'un grenier à sel. L'entrepôt est détruit au cours du XIXe siècle, permettant ainsi d'éclairer le volume intérieur du marché couvert.
Une campagne de travaux réalisée entre dans les années 1870, a permis la réfection de la toiture ainsi qu'un aplanissement et le pavage du sol de la salle centrale. À la fin du XIXe siècle, les entrepôt à blé sont démantelés, permettant ainsi de prolonger la nef latérale située du côté est. Ce remaniement est associé à l'installation d'une marquise sur la façade nord.

## Pour approfondir